# Martiniano Servín
General Martiniano Servín (1887-1915), originario de Toluca, Estado de México, fue un militar mexicano que participó en la Revolución mexicana. En 1912 tomó las armas ante la sublevación de Pascual Orozco. Formaba parte de las fuerzas irregulares comandadas por Francisco Villa, con el puesto de artillero. Combatió a Emilio P. Campa en Parral, Chihuahua. En 1913, como consecuencia de la usurpación de Victoriano Huerta, retornó a las armas y a la artillería de la División del Norte. Participó en 1913 en los ataques de Torreón, Chihuahua, Tierra Blanca y Ojinaga, bajo las órdenes directas Pánfilo Natera García. En 1914 destacó su actuación militar en las acciones de Torreón, San Pedro de las Colonias y Paredón. Apoyó a Francisco Villa en su decisión de atacar Zacatecas y sobresalió en el bombardeo de cerro de Loreto. Participó en la Convención de Aguascalientes. Ante la escisión revolucionaria continuó en las filas villistas, quedando bajo las órdenes de Felipe Ángeles y operando con el grado de coronel, más tarde lograría el grado de general brigadier. Murió en combate, el 5 de enero de 1915, en una batalla cerca de Ciudad Ramos Arizpe bajo las órdenes del general Felipe Ángeles en contra de las fuerzas de Venustiano Carranza comandadas por el famoso general Maclovio Herrera, las cuales perdieron la batalla de ese día. Venció Servín, pero perdió la vida debido a su indomable arrojo y valentía.